# Storm Eunice
Storm Eunice (In Duitsland storm Zeynep en in Denemarken storm Nora) was een intense extratropische cycloon die in februari 2022 over Europa trok. De storm was onderdeel van het stormseizoen van 2021-2022. 
De storm veroorzaakte de meeste schade in Europa sinds 2010. Op zeven weerstations buiten Nederland kwam het kortstondig tot windkracht 12 waarmee de storm te vergelijken valt met een categorie 1 orkaan. Ook werden er windstoten gemeten van 196 km/h in het Verenigd Koninkrijk, een nieuw record. Vooral het Verenigd Koninkrijk en de Benelux werden zwaar geraakt door storm Eunice.

## Meteorologische historie
Op 14 februari heeft de Met Office de stormen Dudley en Eunice genoemd. In Duitsland kreeg de storm de naam Zeynep op 16 februari. De storm heeft zich zeer snel geïntensifieerd. Een explosieve bombogenesis (een situatie waarbij een lagedrukgebied met ten minste 24 hPa in 24 uur zakt) ontstond, in de volksmond ook wel een bomcycloon genoemd. Er ontstond ook een stingjet die voor nog zwaardere windstoten zorgde. Het lagedrukgebied bereikte een minimale luchtdruk van 960 hPa.

## Gevolgen

### Verenigd Koninkrijk
Er kwamen drie mensen om het leven. Het Met Office (het Britse weerinstituut) heeft code rood voor delen van het Verenigd Koninkrijk uitgegeven. Er werden windstoten bereikt tot 196 km/h. In Engeland was dat de zwaarste windstoot sinds het begin van de metingen. Het was een van de zwaarste stormen sinds de Grote storm van 1987. Er is voor ruim 400 miljoen euro aan schade in het Verenigd Koninkrijk en er zaten 1,4 miljoen huishoudens zonder stroom.

### Nederland
Het KNMI heeft in de vrijdagochtend de 18e februari voor de kustprovincies code rood, een weeralarm afgekondigd. Voor de andere provincies met uitzondering van Limburg, waar code geel was afgegeven, werd er code oranje van kracht. De NS heeft het treinverkeer vanaf 14:00 uur stilgelegd. Veel andere OV-bedrijven staakten ook het vervoer vanwege Eunice. Veel publieke gelegenheden sloten de deuren. 
In Nederland heeft de storm vijf mensen het leven gekost: twee personen in Amsterdam, een persoon in Adorp, een persoon in Diemen en een persoon in Amstelveen. Er is voor minstens een half miljard aan schade in Nederland. De storm bereikte een uurgemiddelde windkracht 10 langs de gehele Nederlandse kust. Van tijd tot tijd werd er een windkracht 11 genoteerd op de Houtribdijk en Vlieland. In Vlissingen kwam het net niet tot een uurgemiddelde windkracht 11 met een gemiddelde van 56 knopen. Er werden windstoten van 145 km/h op de Houtribdijk en in Cabauw gemeten. Op de Wadden bleef de storm beperkt tot windkracht 10 en een windstoot van 138 km/h ondanks de eerdere verwachting van windstoten boven de 150 km/h. Deze storm komt op basis van het stormgetal op de derde plek van zwaarste stormen sinds 1970 volgens het KNMI.
Het was de dodelijkste storm in Nederland sinds Kyrill van 18 januari 2007.

### Duitsland
In Duitsland overleden er drie mensen aan de storm. Er werden windstoten gemeten van 162 km/h en windkracht 12 in Alte Weser. In Noordrijn-Westfalen werden er op grote schaal windstoten gemeten van 100-140 km/h. 

### België
Er is door het KMI code oranje uitgegeven. Er werden windstoten tot 130 km/h gemeten langs de Belgische kust. Er overleden twee mensen ten gevolge van de storm.

### Polen
In Polen heeft de storm vier levens geëist. Er zaten 1,2 miljoen mensen zonder stroom en er werden windstoten tot 162 km/h gemeten.

## Uitspraak
De correcte uitspraak van de Griekse naam Eunice is Uinikee. De naam van de storm werd echter vaker uitgesproken als Joenis.